# 王珮芝
王珮芝（英語：Vicki Wong Pui-chi，1985年7月13日—），生於香港，現為香港政治人物，首任新民主同盟總幹事。曾參與2015年香港區議會選舉。

## 社會參與

### 參選2015年區議會選舉
2015年7月18日，王珮芝宣告參選2015年區議會選舉綠楊。
得到1933張地區選票，落選。

### 新民主同盟總幹事
王珮芝於2016年1月獲委任為新民主同盟首任總幹事。

## 區議會政綱
1. 推動綠楊廉潔屋苑管理，監察屋苑大維修
2. 研究興建綠楊平台行人路上蓋
3. 關注各村衛生黑點
4. 增加村屋巴士80及85號班次
5. 將公義，公平，民主帶入社區